# Muggia
Muggia est une commune italienne située dans la région autonome du Frioul-Vénétie Julienne et rattachée à l'organisme de décentralisation régionale de Trieste.

## Géographie
La commune s'étend sur 13,85 km2 au nord-ouest de l'Istrie, au sud de la baie de Muggia qui la sépare de la ville de Trieste. Elle comprend les hameaux de Boa, Caresana d'Istria (Mačkovlje) et Villaggio Castelletto.

### Communes limitrophes
|  | Trieste          |                         |
|  | Muggia           | San Dorligo della Valle |
|  | Koper (Slovénie) |                         |

## Histoire

### Âge du bronze
Les premiers habitants sont les Illyriens (Histres, Dalmates, Liburnes). Les Histres ont donné leur nom à la péninsule d'Istrie.

### Antiquité
En 178 av. J.-C. le site de Muggia est intégré dans l'Empire romain, plus précisément dans la Xe région romaine. On n'y trouve alors que quelques hameaux de pêcheurs de Murex servant à fabriquer la teinture pourpre.

### Moyen Âge
Après la disparition de l'Empire romain d'Occident, Muggia, comme l'Italie, tombe sous la domination des Ostrogoths en 493. L'Empire romain d'orient reconquiert l'Italie et l'Istrie en 539, mais cette dernière tombe sous le joug des Lombards en 568, puis est conquise par les Francs de Charlemagne en 788. Il semble que le site était alors déserté, d'autant qu'au Xe siècle, la région fut à plusieurs reprises pillée par les Magyars.
Muggia n'est à nouveau attestée qu'au XIVe siècle, disputée entre la république de Venise qui gouverne alors la moitié sud de l'Istrie, tandis que la moitié nord avec Trieste et l'intérieur des terres, appartiennent aux Habsbourg (voir marche d'Istrie). Muggia reste finalement vénitienne de 1382 à 1797 lorsqu'elle est annexée par les Habsbourg.

### XIXesiècle
En 1805, Muggia est rattachée au royaume d'Italie d'Eugène de Beauharnais, vassal de Napoléon Bonaparte, et en 1809 à l'Empire français directement, étant incluse dans ses provinces illyriennes. En 1814, le congrès de Vienne l'attribue, avec Trieste et toute l'Istrie, à l'empire d'Autriche.

### XXesiècle
Après la Première Guerre mondiale, l'Autriche-Hongrie est démantelée et Muggia passe à l'Italie lors du traité de Rapallo. Après la Seconde Guerre mondiale Muggia, comme Trieste, est revendiquée par l'Italie et la Yougoslavie : en 1954 l'Italie parvient à conserver Trieste et Muggia, tandis que la Yougoslavie annexe tout le reste de l'Istrie (98 % de la péninsule). C'est le seul port d'Istrie qui demeure italien. La commune est alors intégrée à la province de Trieste.

### XXIesiècle
Muggia se trouve à la frontière italo-slovène de l'Union européenne. Cette frontière est ouverte le 21 décembre 2007 lors de l'adhésion de fait de la Slovénie au traité de Schengen. Muggia n'est donc plus coupée de son arrière-pays dont elle avait été séparée en 1947, mais la crise migratoire de 2015 a amené l'Italie à rétablir les contrôles.
En 2017, la province de Trieste est dissoute et Muggia est rattachée à l'union territoriale intercommunale de Julienne, elle-même remplacée par l'organisme de décentralisation régionale de Trieste le 1er juillet 2020.

## Économie
Elle vit de la pêche et du tourisme ancien (carnaval, cathédrale) et plus récent (port touristique, festival de jazz)

## Fêtes, foires
Carnaval d'été et d'hiver.
Muggia Jazz Festival pendant un week-end de septembre.

## Politique et administration
La commune est dirigée par un conseil municipal de dix-sept membres, élus pour un mandat de cinq ans. Lors des élections des 3 et 4 octobre 2021, la liste de centre droit remporte le scrutin avec 48,7 % des voix et obtient 12 sièges.
| Période                                  | Période        | Identité       | Étiquette | Qualité |
| ---------------------------------------- | -------------- | -------------- | --------- | ------- |
| 11 avril 2006                            | 5 juin 2016    | Nerio Nesladek | PD        |         |
| 6 juin 2016                              | 4 octobre 2021 | Laura Marzi    | SEL       |         |
| 5 octobre 2021                           | En cours       | Paolo Polidori | LN        |         |
| Les données manquantes sont à compléter. |                |                |           |         |